# В стране женщин
«В стране женщин» (англ. In the Land of Women) — американская мелодрама автора сценария и режиссёра Джона Кэздана. Впервые была показана на Каннском кинофестивале 18 мая 2006 года. Премьера фильма в США состоялась 20 апреля 2007 года, а во всём мире 31 мая 2007 года. Рейтинг MPAA — PG-13.

## Сюжет
Отношения молодого писателя Картера Вебба с известной актрисой Софией только что завершились. Разбитый и несчастный, Картер уезжает из Лос-Анджелеса в пригород Мичигана зализывать раны и заботиться о своей больной бабушке. На этой же улице напротив живёт семья: Сара Хардвик и две её дочери — Люси и Пейдж. Здесь молодой писатель поймёт, что всё, что с ним произошло, было лишь началом чего-то нового.

## Сборы и критика
При бюджете $10 млн в США фильм смог собрать лишь $11 043 445 + $402 150 в мире. Итого, общие сборы составили $11 445 595. Мнения кинокритиков разделились, и фильм в практически равном количестве получил множество и положительных, и отрицательных оценок различных изданий.

## В ролях
| Актёр            | Роль                           |
| ---------------- | ------------------------------ |
| Мег Райан        | Сара Хардвик                   |
| Адам Броди       | Картер Вебб                    |
| Кристен Стюарт   | Люси Хардвик                   |
| Макензи Вега     | Пейдж Хардвик                  |
| Олимпия Дукакис  | бабушка Картера                |
| Елена Анайя      | София (бывшая девушка Картера) |
| Кларк Грегг      | муж Сары Хардвик               |
| Джиннифер Гудвин | Джейни                         |
| Джиа Мантенья    | подросток                      |

## Саундтрек
Саундтрек к фильму вышел 17 апреля 2007 года.
1. «A Good Idea at the Time» — OK Go (3:12)
2. «Spanish Stroll» — Mink DeVille (3:39)
3. «Publish My Love» — Rogue Wave (3:44)
4. «Goods (All in Your Head)» — Mates of State (4:45)
5. «When I Write the Book» — Rockpile (3:18)
6. «Hey You» — Tommy Stinson (5:22)
7. «Beautiful Girl» — INXS (3:30)
8. «Try Whistling This» — Neil Finn (4:13)
9. «Harness and Wheel» — The Kingsbury Manx 2:55)
10. «Lester Hayes» — Lateef and the Chief (4:18)
11. «Blending In» — Mike Viola (3:52)
12. «Better Sorry Than Safe» — Two Hours Traffic (2:58)
13. «Wanna Get Dead» — Tsar (2:21)
14. «Out of His Mind» — Стивен Траск[англ.] (1:50)
15. «In the Land of Women» — Стивен Траск (2:35)